# Episodi di In aller Freundschaft (quattordicesima stagione)
La quattordicesima stagione della serie televisiva In aller Freundschaft è stata trasmessa in anteprima in Germania da Das Erste tra l'11 gennaio 2011 e il 13 dicembre 2011.
| nº | Titolo originale            | Prima TV Germania |
| -- | --------------------------- | ----------------- |
| 1  | Neues Leben                 | 11 gennaio 2011   |
| 2  | Aus dem Gleichgewicht       | 18 gennaio 2011   |
| 3  | Männerherzen                | 25 gennaio 2011   |
| 4  | Große Jungs, kleine Jungs   | 1º febbraio 2011  |
| 5  | Auf den zweiten Blick       | 8 febbraio 2011   |
| 6  | Unerwünschte Nebenwirkungen | 15 febbraio 2011  |
| 7  | Selbstüberschätzung         | 22 febbraio 2011  |
| 8  | Rückkehr                    | 8 marzo 2011      |
| 9  | Aus heiterem Himmel         | 15 marzo 2011     |
| 10 | Verblendet                  | 22 marzo 2011     |
| 11 | Verlorene Zeit              | 29 marzo 2011     |
| 12 | Verkehrte Welt              | 5 aprile 2011     |
| 13 | Trügerischer Friede         | 12 aprile 2011    |
| 14 | Osterüberraschungen         | 19 aprile 2011    |
| 15 | Helden                      | 3 maggio 2011     |
| 16 | Entlarvt und entzaubert     | 10 maggio 2011    |
| 17 | Gratwanderung               | 17 maggio 2011    |
| 18 | Verantwortung               | 24 maggio 2011    |
| 19 | Schleichendes Gift          | 31 maggio 2011    |
| 20 | Feuer und Wasser            | 31 maggio 2011    |
| 21 | Unter der Oberfläche        | 21 giugno 2011    |
| 22 | Schmerzgrenze               | 28 giugno 2011    |
| 23 | Bedrohliche Träume          | 5 luglio 2011     |
| 24 | Getrennte Wege              | 12 luglio 2011    |
| 25 | Wo viel Licht ist...        | 19 luglio 2011    |
| 26 | Der freie Wille             | 26 luglio 2011    |
| 27 | Machtlos                    | 2 agosto 2011     |
| 28 | Folgeschäden                | 9 agosto 2011     |
| 29 | Die Macht der Stille        | 13 settembre 2011 |
| 30 | Bitteres Erwachen           | 20 settembre 2011 |
| 31 | Kein Zurück                 | 27 settembre 2011 |
| 32 | Ein Augenblick des Glücks   | 4 ottobre 2011    |
| 33 | Ursachenforschung           | 11 ottobre 2011   |
| 34 | Tierliebe                   | 18 ottobre 2011   |
| 35 | Jenseits von Gut und Böse   | 25 ottobre 2011   |
| 36 | Prophezeiungen              | 1º novembre 2011  |
| 37 | Erwachen                    | 8 novembre 2011   |
| 38 | Wer einmal lügt...          | 15 novembre 2011  |
| 39 | Familienangelegenheiten     | 22 novembre 2011  |
| 40 | Sinnkrise                   | 29 novembre 2011  |
| 41 | Schwere Prüfungen           | 6 dicembre 2011   |
| 42 | Fröhliche Weihnacht überall | 13 dicembre 2011  |